# MAT 49
MAT 49 je francouzský kompaktní samopal, který vyráběla firma Manufacture Nationale d'Armes de Tulle (MAT). Zbraň byla velmi spolehlivá i v těch nejnáročnějších podmínkách a pro své kompaktní rozměry se dobře hodila pro výsadkáře.
Používá náboje 9 × 19 mm Parabellum a zásobník na 20 nebo 32 nábojů. Zbraň byla používána vietnamskými jednotkami ještě dlouho po francouzském odchodu z Vietnamu, dokud nebyla vyčerpána munice 9mm Parabellum. Kromě toho docházelo k úpravám zbraně, aby mohla používat sovětský náboj 7,62 × 25 mm Tokarev.
Pro policejních jednotky byla vyráběna speciální verze pod označením MAT 49/54. Ta měla delší hlaveň a dřevěnou pažbu a také poskytovala možnost jednotlivých výstřelů.
I když je dnes standardní puškou francouzských sil FAMAS, používají MAT 49 nadále policejní a vojenské jednotky.
MAT 49 do značné míry vycházel ze samopalu M3 Grease Gun a mechanismus sklápění zásobníkové šachty byl pravděpodobně inspirován československým samopalem ZK 383-H. Samopal měl neuzamčený závěr a střílel pouze dávkou. Zásobníková šachta, která zároveň plnila funkci přední rukojeti se mohla sklopit dopředu. Jedinou pojistkou byla dlaňová pojistka, nezávislá napínací páka je umístěna na levé straně. samopal měl výsuvnou ramenní opěrku z pružinového drátu.